# ウィンドルシャム男爵
ウィンドルシャム男爵（英: Baron Windlesham）は、連合王国貴族の世襲男爵位
保守党の政治家ジョージ・ヘネシーが1937年に叙されたのに始まる。

## 歴史
統一党(保守党)所属の庶民院議員で副宮内長官や王室会計長官を務めたジョージ・リチャード・ジェイムズ・ヘネシー(1877–1953)は、1927年1月24日の勅許状で連合王国準男爵位(ウィンチェスターの)準男爵(Baronet, "of Winchester")に叙され、ついで1937年2月22日の勅許状でサリー州におけるウィンドルシャムのウィンドルシャム男爵(Baron Windlesham, of Windlesham in the County of Surrey)に叙されたことで貴族院議員に列した。
初代男爵の死後、その長男のジェイムズ・ブライアン・ジョージ・ヘネシー(1903–1962)が2代男爵を継承した。
2代男爵の死後はその長男デイヴィッド・ジェイムズ・ジョージ・ヘネシー(1932–2010)が3代男爵を継承した。彼は保守党の貴族院議員として活躍し、1973年から1974年にかけてヒース内閣で貴族院院内総務・王璽尚書を務めた。
3代男爵の死後はその長男であるジェイムズ・ルパート・ヘネシー(1968-)が4代男爵を継承した。彼が2016年現在の当主である。

男爵家の紋章に刻まれるモットーは『力と武器によって生きる(Vi Vivo Et Armis)』。

## 現当主の保有爵位・準男爵位
現当主ジェイムズ・ルパート・ヘネシーは以下の爵位・準男爵位を保有している
- サリー州におけるウィンドルシャムの第4代ウィンドルシャム男爵 (4th Baron Windlesham, of Windlesham in the County of Surrey)
(1937年2月22日の勅許状による連合王国貴族爵位)
- (ウィンチェスターの)第4代準男爵 (4th Baronet, "of Winchester")
(1927年1月24日の勅許状による連合王国準男爵位)

## ウィンドルシャム男爵 (1937年)
- 初代ウィルドルシャム男爵ジョージ・リチャード・ジェイムズ・ヘネシー（英語版） (1877–1953)
- 2代ウィンドルシャム男爵ジェイムズ・ブライアン・ジョージ・ヘネシー (1903–1962)
- 3代ウィンドルシャム男爵デイヴィッド・ジェイムズ・ジョージ・ヘネシー (1932–2010)
- 4代ウィンドルシャム男爵ジェイムズ・ルパート・ヘネシー (1968-)
  - 爵位の法定推定相続人は、現当主の長男ジョージ・ルパート・ジェイムズ・ヘネシー (2006-)